# Лаз (Жарський повіт)
Лаз (пол. Łaz, нім. Loos) — село в Польщі, у гміні Жари Жарського повіту Любуського воєводства.
Населення — 470 осіб (2011).
У 1975-1998 роках село належало до Зеленогурського воєводства.

## Демографія
Демографічна структура станом на 31 березня 2011 року:
|          | Загалом | Допрацездатний вік | Працездатний вік | Постпрацездатний вік |
| -------- | ------- | ------------------ | ---------------- | -------------------- |
| Чоловіки | 223     | 34                 | 175              | 14                   |
| Жінки    | 247     | 48                 | 148              | 51                   |
| Разом    | 470     | 82                 | 323              | 65                   |